# 新州河 (南盘江)
新州河又称隆林河，位于中国广西壮族自治区隆林各族自治县东部，是西江南盘江段右岸支流，发源于隆林县天生桥镇岩场村东南的黄泥堡，东南流至者浪乡后转东流，经隆林县城新州镇至平班镇扁牙村（原扁牙乡），转东北流，至平班镇管肖村平班屯入南盘江。干流长73.5公里，平均比降4.49‰，流域面积904平方千米。平均年径流量3.251亿立方米。流域内地貌复杂，重峦叠嶂，沟壑纵横。